# Премія Мазурського
Премія Гарольда Мазурського за заслуги в планетології (англ. Harold Masursky Award for Meritorious Service to Planetary Science), зазвичай звана Премією Мазурського (Masursky Award), яку присуджує щорічно Відділ планетних наук (DPS) Американського астрономічного товариства. Нагорода за заслуги в планетології була заснована DPS для визнання та вшанування осіб, які мають видатні заслуги в планетології та дослідженні планет завдяки своїй інженерній, управлінській, програмній або державній діяльності. З погляду цієї нагороди планетологія означає всі дослідження Сонячної системи та об'єктів у ній, за винятком робіт, пов’язаних переважно з Сонцем або Землею. Премію названо на честь Гарольда Мазурського. Її присуджують щорічно з 1991 року, за винятком 2001, 2002 і 2009 років.

## Лауреати
Список лауреатів:
- 1991 Карл Саган
- 1992 Гарлан Джеймс Сміт[en]
- 1993 Мілдред Шеплі Меттьюс[en]
- 1994 Джозеф Бернс
- 1995 Вільям Бранк[en]
- 1996 Вільям Квейд[d]
- 1997 Джон Трауджер[d]
- 1998 Юрген Рае[d]
- 1999 Веслі Гантресс[en]
- 2000 Джордж Браун[d]
- 2001 не присуджувалась
- 2002 не присуджувалась
- 2003 Рета Біб[en]
- 2004 Олександр Базилевський[ru]
- 2005 Келлі Бітті[d]
- 2006 Джентрі Лі[en]
- 2007 Том Герельс
- 2008 Джон Джорджині[d]
- 2009 не присуджувалась
- 2010 Алан Токунага[d]
- 2011 Бентон Кларк[d]
- 2012 Сюзан Нібур[en]
- 2013 Роналд Грілі[en]
- 2014 Атена Кустеніс[en]
- 2015 Крістіна Річі[en]
- 2016 Марк Сайкс[d]
- 2017 Луїза Проктер[en]
- 2018 Фейт Вілас[en]
- 2019 Філ Ніколсон
- 2020 Гейді Гаммел
- 2021 Марк Шоволтер